# 문지윤
문지윤(1984년 2월 18일 ~ 2020년 3월 18일)은 대한민국의 배우이다. 2002년 MBC 드라마 《로망스》로 데뷔하였고, 《쾌걸춘향》, 《일지매》, 《선덕여왕》, 《치즈인더트랩》 등의 작품에 출연하였다.
2020년 3월 16일 문지윤은 인후염 증세로 병원에 입원하였으며, 이틀뒤인 2020년 3월 18일 오후 급성패혈증으로 사망하였다. 빈소는 인제대학교 상계백병원에 마련되었다.

## 학력
- 서울중현초등학교
- 중평중학교
- 인덕공업고등학교
- 광운대학교 방송연예학과

## 연기 활동

### 드라마
- 2002년 MBC 수목드라마 《로망스》 ... 최장비 역
- 2002년 MBC 월화드라마 《현정아 사랑해》 ... 이현도 역
- 2003년 SBS 청춘드라마 《스무살》 ... 김상혁 역
- 2004년 MBC 단막극 《MBC 베스트극장 - 모두에게 해피엔딩》 ... 강한철 역
- 2005년 KBS2 월화드라마 《쾌걸춘향》 ... 방지혁 역
- 2005년 KBS2 단막극 《드라마시티 - 낙타씨의 행방불명》 ... 이정식 역
- 2005년 MBC 수목드라마 《이별에 대처하는 우리의 자세》 ... 김인수 역
- 2006년 MBC 일일연속극 《얼마나 좋길래》 ... 서동석 역
- 2008년 SBS 드라마 스페셜 《일지매》 ... 주막 중노미, 대식 역
- 2009년 MBC 월화드라마 《선덕여왕》 ... 시열 역
- 2010년 MBC 아침드라마 《분홍 립스틱》 ... 유경철 역
- 2012년 KBS2 월화드라마 《빅》 ... 나효상 역
- 2012년 MBC 주말 특별기획 《메이퀸》 ... 천상태 역
- 2014년 KBS2 단막극 《KBS 드라마 스페셜 - 아빠를 소개합니다》 ... 고수철 역
- 2015년 JTBC 주말 특별기획  《송곳》 ... 이태경 역
- 2016년 tvN 월화드라마 《치즈인더트랩》 ... 김상철 역
- 2016년 MBC 수목드라마 《역도요정 김복주》 ... 상철 역
- 2017년 KBS2 금요시트콤 《마음의 소리》 ... 동료 역
- 2019년 MBC 주말특별기획 《황금정원》 ... 이성욱 역
- 2020년 Seezn 금토드라마 《하와유브레드》

### 영화
- 2004년 《돌려차기》 ... 권혁수 역
- 2006년 《생날선생》 ... 이헌준 역
- 2012년 《나의 PS 파트너》 ... 영민 역
- 2017년 《불한당: 나쁜 놈들의 세상》 ... 영근 역
- 2018년 《치즈인더트랩》 ... 김상철 역